# Həsən bəy Zərdabi
Həsən bəy Zərdabi (Zardab, 12 novembre 1837 – Zardab, 15 novembre 1907) è stato un giornalista azero.
È stato un importante pubblicista e fondatore del primo periodico in lingua azera Akinchi nel 1875.

## Biografia
Nato a Zardab, un piccolo villaggio nei pressi del fiume Kura, a ovest di Baku, da una famiglia benestante di religione sunnita. Il suo nome completo era Həsən bəy Salim bey oglu Malikov. Studiò in una scuola di lingua russa a Şamaxı e proseguì gli studi a Tbilisi (dopo aver ricevuto una borsa di studio statale) e venne poi ammesso al Dipartimento di Matematica e Fisica dell'Università Statale di Mosca nel 1860. Dopo la laurea ebbe incarichi amministrativi a Tbilisi e nella città di Quba che abbandonò ben presto per seguire la sua passione come insegnante di scienze, attività che svolse negli istituti secondari di Baku, dove organizzò una società filantropica a sostegno degli studenti poveri di religione islamica per la creazione di borse di studio.
Per tutto il corso della sua esistenza, Həsən bəy Zərdabi operò per il progresso morale e intellettuale della popolazione musulmana della regione del Caucaso. Inizialmente di posizioni filo-russe ben presto mutò la sua opinione riguardo all'Impero russo e ai benefici che potevano venire ai musulmani dall'appartenere ad esso. Il nascente gruppo di intellettuali azeri consideravano la Russia come un mero veicolo tramite il quale le idee dell'Illuminismo europeo, che criticavano aspramente le pratiche religiose e le leggi morali dell'Islam, penetravano nella regione caucasica e nel Medio Oriente. In reazione a questa opera di distruzione gli intellettuali azeri si oppose promuovendo l'uso della lingua azera come veicolo per la riscoperta e la rinascita delle tradizioni locali da usare come baluardo contro l'erosione della cultura musulmana operata dalle idee illuministe.
Nel caso di Zərdabi, egli venne a capo di questa convinzione durante il suo lungo periodo di esilio nel piccolo villaggio di Zardab.
Nel 1873 Zərdabi, insieme ad un altro intellettuale attivista, Nəcəf bəy Vəzirov, allestirono la prima produzione teatrale in lingua azera basata sull'opera di Mirzə Fətəli Axundov dal titolo Le avventure di un miserabile.
Nel 1875 Zərdabi fondò il primo giornale indipendente in lingua azera dal titolo Akinchi, che uscì per la prima volta il 22 luglio 1875. La rivista venne fatta chiudere diverse volte dalle autorità russe, per il sospetto di attività sovversiva contro l'Impero. Alla fine del 1877 l'Azerbaigian fu travolto da una ondata di arresti in massa di intellettuali e attivisti con l'accusa di attività e associazione antigovernativa. Dopo la chiusura definitiva del giornale Akinchi nel 1877 Zardabi venne esiliato nel suo villaggio nativo di Zardab.
Nel 1905, tuttavia, Zərdabi riprese la sua opera di attivista partecipando come cronista per il giornale progressista Hayat, dove, tramite i suoi articoli, si appellava per l'unificazione di tutte le popolazioni di religione musulmana all'interno dell'Impero Russo e per la creazione di una lingua unificata turca da contrapporre all'uso del persiano e dell'arabo che, secondo il punto di vista di Zərdabi, veniva utilizzato dal clero retrogrado per mantenere il proprio potere sulle popolazioni musulmane e per diffondere idee reazionarie e retrograde.
Zardabi morì nel 1907 nel suo villaggio natale ed è oggi considerato uno dei padri fondatori della cultura moderna azera.